# Pararuellia alata
Pararuellia alata là một loài thực vật có hoa trong họ Ô rô. Loài này được H.B. Cui mô tả khoa học đầu tiên năm 2008.